# 秋田県道34号羽後向田館合線
秋田県道34号羽後向田館合線（あきたけんどう34ごう うごむかいだたてあいせん）は、秋田県雄勝郡羽後町から由利本荘市に至る県道（主要地方道）である。

## 概要
雄勝郡羽後町下仙道で秋田県道57号十文字羽後鳥海線（由利本荘市鳥海町方面）から直通・分岐し、石沢川沿いを北上し、羽後町田代で石沢川から西へ離れて梨子ノ木峠を越える。市町境界付近で再び石沢川に並行し、由利本荘市東由利田代で秋田県道32号仁賀保矢島館合線に合流して国道107号交点、終点に至る。

### 路線データ
- 総延長 : 21.343 km[2]
- 実延長 : 16.734 km[2]
- 起点 : 秋田県雄勝郡羽後町下仙道字ミロク7番6（秋田県道57号十文字羽後鳥海線交点）[3]
- 終点 : 秋田県由利本荘市東由利舘合字前谷地8番8（国道107号交点、秋田県道32号仁賀保矢島館合線終点）[3]
- 未供用区間 : なし[2]

## 歴史
- 1972年（昭和47年）3月30日 - 秋田県道に認定される[3]。
- 1993年（平成5年）5月11日 - 建設省から、県道羽後向田館合線が羽後向田館合線として主要地方道に指定される[4]。

## 路線状況

### 重複区間
- 秋田県道32号仁賀保矢島館合線（由利本荘市東由利田代字沖田 - 由利本荘市東由利舘合字前谷地・終点）

### 冬期閉鎖区間
- なし[5]

### 交通不能区間
- なし[6]

## 地理

### 通過する自治体
- 雄勝郡羽後町 - 由利本荘市

### 交差する道路
| 施設名 | 接続路線名                   | 備考                 | 所在地                                                           |
| ------ | ---------------------------- | -------------------- | ---------------------------------------------------------------- |
|        | 秋田県道57号十文字羽後鳥海線 | 起点                 | 雄勝郡羽後町下仙道字ミロク                                       |
|        | （秋田県道275号鴻屋梺線）    | 町道 (500 m) 経由    | 雄勝郡羽後町田代北緯39度12分3.72秒 東経140度18分40.27秒          |
|        | 秋田県道32号仁賀保矢島館合線 | 終点まで県道32号重複 | 由利本荘市東由利田代字沖田北緯39度16分7.51秒 東経140度15分29.6秒 |
|        | 国道107号 （=重複国道398号） | 終点 県道32号終点    | 由利本荘市東由利舘合字前谷地                                     |

### 沿線の施設など
- 羽後町立高瀬中学校
- 田代郵便局